# Тунгуски народи
Тунгуски или тунгуско-манџурски народи, народи су који говоре тунгуским језицима. Настањени су на подручју Источног Сибира и прихваћени су као посебна група, одвојена од монголских и туркијских народа. Први европски опис тунгуских народа дао је холандски трговац и путник Исак Маса 1612. године.

## Етимологија
Ријеч Тунгуз води поријекло од ријечи донки, што на тунгуском значи „човјек”. Постоји мишљење да ријеч настала од тунгуског назив за свињу, тунгус. Неки научници мисле да је назив настао од кинеске ријечи Дунху (東胡, „источни варвари”). Ова „могућа сличност у савременом изговору води до широко распрострањене претпоставке да су Источни Ху били Тунгузи у језику. Међутим, постоји мала основа за ову теорију”.

## Локација
Највећи тунгуско-манџурски народ су Манџурци, којих има око 10 милиона. Поријеклом су из Манџурије, која се данас налази на сјевероистоку Кине, али након освајања Кине у 17. вијеку, били су скоро потпуно асимиловани у Хан Кинезе. Процес се нарочито убрзао током 20. вијека. Сибо народ је подгрупа Манџураца.
Евенки живе у Евеншкој аутономној области у Русији. Удегејци су народ који живи у Приморској и Хабаровској Покрајини, такође у Русији.

## Народи
Тунгуски народи се према језику којим говоре најчешће групишу у северну (тунгуску) и јужну (манџурску) групу, а јужни се даље деле на југозападну и југоисточну подгрупу.
- Северни (тунгуски) народи
  - Евени (Ламути)
  - Евенки (Тунгузи)
  - Орочони (Орочени)
  - Негидалци
- Јужни (манџурски) народи
  - Југоисточни
    - Нанајци
    - Улчи
    - Ороци (Орок, Ороки)
    - Удегејци
    - Орочи

  - Југозападни 
    - Манџурци
    - Сибо (Сибоанци, Сибинци)